# 전남미용고등학교
전남미용고등학교(全南美容高等學校)는 대한민국 전라남도 나주시 영산동에 있는 공립 고등학교이다.

## 학교 연혁
- 1967년 3월 2일 : 영산포여자종합고등학교 설립인가 (6학급 인문과 3, 가정과 3)
- 1967년 3월 2일 : 초대 김관식 교장 취임
- 1967년 3월 4일 : 개교
- 1974년 3월 1일 : 영산포여자고등학교로 교명 변경 (학칙인가 9학급 : 보통과 9)
- 1978년 3월 1일 : 영산포여자중학교와 분리
- 1979년 3월 1일 : 영산포여자상업고등학교로 교명 변경 (학칙인가 15학급 : 상업과 15학급)
- 2003년 3월 1일 : 전남미용고등학교로 교명 변경
- 2003년 9월 16일 : 학칙인가(미용과 12학급)
- 2024년 3월 1일 : 제23대 신자경 교장 부임
- 2025년 1월 10일 : 제56회 졸업식(졸업생, 67명, 총 8,032명)
- 2025년 3월 4일 : 2025학년도 신입생 입학(4학급, 81명)

## 설치 학과
- 미용과

## 참고 자료
- 전남미용고등학교 - 한국교육학술정보원 학교알리미